# John Beard
Pour les articles homonymes, voir John Beard (administrateur colonial) et Beard.

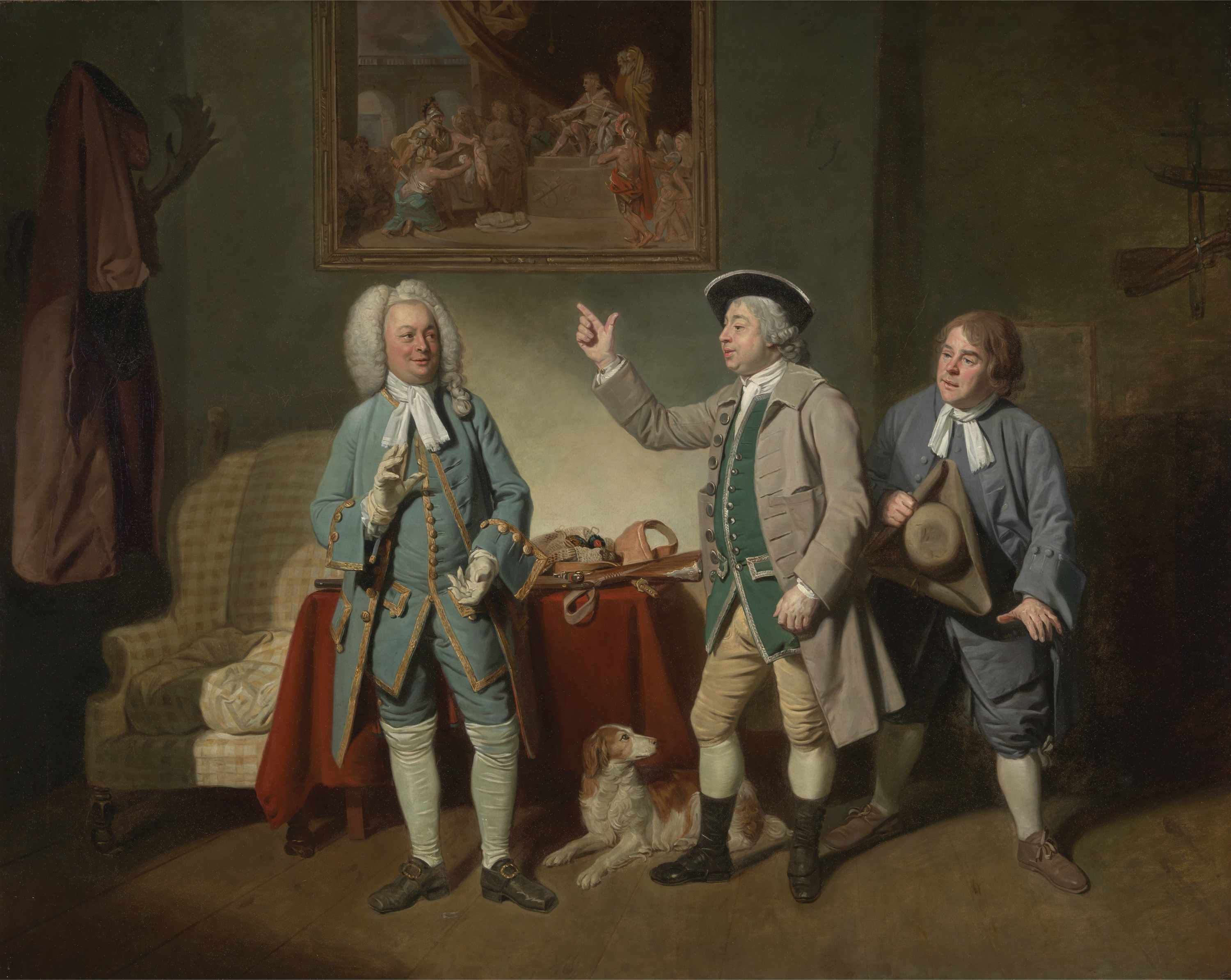
John Beard dans le rôle de Hawthorme dans Love in a Village, par Isaac Bickerstaffe (Johann Zoffany, 1767)

John Beard (vers 1716 - 5 février 1791) est un chanteur (ténor) anglais du XVIIIe siècle. Il est surtout connu pour avoir créé un grand nombre de rôles dans les opéras et oratorios de Haendel.

## Biographie
Il débute en 1734 dans une reprise de l'opéra Il pastor fido de Haendel, reprise qui est un grand succès. Il continue ensuite à chanter le même compositeur, et crée des rôles dans une dizaine de ses opéras ainsi que dans des oratorios, des odes, et des drames musicaux de langue anglaise, avec pour seule exception l'oratorio The Choice of Hercules.
Il chante également dans des œuvres de Thomas Arne et pour la Chapelle royale.
Son mariage, au cours de 1739, avec Lady Henrietta Herbert, fille de James Waldegrave (1er comte Waldegrave) et veuve d'une première union, suscite un certain scandale. À ce propos, Lord Egmont fait la remarque qu'« il n'y a pas de prudence en dessous de la ceinture... ».
Lady Henrietta meurt en 1753 et en 1759, John Beard se marie à nouveau, avec Charlotte Rich, dont le père, John Rich est le propriétaire de la maison d'opéra de Covent Garden. Après la mort de ce dernier en 1761, Beard le remplace à cette fonction jusqu'en 1767, lorsque la surdité le contraint à la retraite. La vente de Covent Garden rapporte la somme de 60.000 Livres Sterling. Il meurt à Hampton.
Haendel a créé plusieurs premiers rôles pour John Beard, un ténor, ce qui constituait une sorte de révolution à l'époque où les castrats régnaient en maîtres dans le domaine de l'opéra. Les rôles-titres de Samson, Judas Maccabée et Jephtha nécessitent puissance et expressivité plus qu'agilité vocale. John Beard a aussi chanté dans le rôle du fermier Hawthorne lors de la création de Love in a Village de Thomas Augustine Arne. Charles Burney rapporte qu'il a toujours joui de la faveur du public pour sa maîtrise technique, sa musicalité et l'intelligence de son jeu sur scène. L'article qu'écrivit Burney dans la Rees's Cyclopædia indique que « Beard, un chanteur anglais plein d'énergie et excellent acteur, a été promu à la Chapelle Royale. Il était suffisamment expert en musique pour chanter un air à première vue, d'une voix plus forte que suave ; il a été le chanteur le plus actif et le plus en faveur de son époque, que ce soit au Ranelagh ou à d'autres concerts. Dans les oratorios de Haendel, il prit une part toujours décisive, étant par sa connaissance de la musique le support des chœurs le plus accompli - que ce soit d'ailleurs dans les œuvres de Haendel ou dans les odes de Greene et de Boyce. ».    